# Sylvia Grimm
Sylvia Grimm (* 20. April 1974 in Rostock) ist eine deutsche politische Beamtin (SPD). Seit Dezember 2021 ist sie Staatssekretärin im Ministerium für Soziales, Gesundheit und Sport des Landes Mecklenburg-Vorpommern.

## Leben
Grimm absolvierte ihr Abitur am Richard-Wossidlo-Gymnasium in Ribnitz-Damgarten. Anschließend studierte sie ab 1992 Rechtswissenschaften an der Universität Rostock. 1997 legte sie die Erste Juristische Staatsprüfung ab. Von 1997 bis 1999 absolvierte sie das Rechtsreferendariat in Mecklenburg-Vorpommern, bis sie 1999 die Zweite Juristischer Staatsprüfung ablegte. Anschließend war sie bis 2000 in einer Anwaltskanzlei tätig. Von 2000 bis 2003 fand sie diverse Verwendungen in der Steuerverwaltung des Landes Mecklenburg-Vorpommern. Von 2003 bis 2006 war sie Referentin für Finanzen, Haushalt und den Vermittlungsausschuss sowie Justiziarin in der Vertretung des Landes Mecklenburg-Vorpommern beim Bund in Berlin. 2006 wechselte sie ins Finanzministerium des Landes Mecklenburg-Vorpommern, wo sie bis 2019 verschiedene Funktionen innehatte: Von 2006 bis 2016 war sie Referatsleiterin für Koordinierung der Bundes- und Europaangelegenheiten, von 2016 bis 2019 Referatsleiterin in der Steuerabteilung und von April bis August 2019 war sie Leiterin der Abteilung Steuern und Beteiligungen. Von 2019 bis 2021 arbeitete sie schließlich als Leiterin der Abteilung Koordinierung der Landes- und Bundespolitik in der Staatskanzlei des Landes Mecklenburg-Vorpommern.
Seit dem 14. Dezember 2021 ist Grimm Staatssekretärin im Ministerium für Soziales, Gesundheit und Sport des Landes Mecklenburg-Vorpommern.